# فاتا سالکونیچ
فاتا سالکونیچ (انگلیسی: Fata Salkunič؛ زادهٔ ۹ مارس ۱۹۹۱) بازیکن فوتبال اهل اسلوونی است.
از باشگاه‌هایی که در آن بازی کرده‌است می‌توان به باشگاه فوتبال بازل اشاره کرد.
وی همچنین در تیم ملی فوتبال زنان اسلوونی بازی کرده‌است.